# Pac-Man Party
Pac-Man Party est un jeu vidéo sorti sur Wii en novembre 2010. Développé par Namco Bandai Games, le jeu est publié à l'occasion des 30 ans de la sortie de Pac-Man. Il est dévoilé lors de l'E3 2010. Le jeu est composé de plus de 50 mini-jeux. Un mode du jeu propose également de jouer à quelques classiques de la compagnie Namco tel que Galaga, Dig Dug et la version originale de Pac-Man.
Le jeu se nomme Pac-Man Party 3D sur Nintendo 3DS.

## Accueil
- Famitsu : 28/40 (3DS)[1]
- Jeuxvideo.com : 13/20 (Wii)[2] - 13/20 (3DS)[3]
- Pocket Gamer : 6/10 (Windows Mobile)[4]